# Daerstorf
Daerstorf est un quartier de la commune allemande de Neu Wulmstorf, dans l'arrondissement de Harbourg, Land de Basse-Saxe.

## Géographie
Daerstorf se situe au nord-est de l'Apenser Lehmgeest, au bord des Montagnes noires.

## Histoire
Des tumulus tels que la tombe mégalithique de Daerstorf et des fouilles suggèrent un premier peuplement fondé par la culture des vases à entonnoir.
Daerstorf est mentionné pour la première fois en 1295 sous le nom de Dardestorpe, dans un document de l'abbaye de Hildesheim où l'évêque Conrad d'Erbach-Reichenberg laisse Daerstorf au prieuré Saint-André.
À partir de 1835, les zones se développent autour de Daerstorf, Elstorf et Wulmstorf. Le voisin Neu Wulmstorf est construit en 1835 par l'ouvrier agricole Peter Lohmann, qui travaille alors à Wulmstorf.
Daerstorf est, jusqu'au 1er janvier 1970, une commune indépendante qui comprend également une exclave dans le marais entre la Niederelbebahn et Wulmstorf. Ainsi la gare qui ouvre en 1905 dans l'exclave porte d'abord le nom de Daerstorf.

## Source, notes et références
- (de) Cet article est partiellement ou en totalité issu de l’article de Wikipédia en allemand intitulé « Daerstorf » (voir la liste des auteurs).